# 碳酸镨
碳酸镨是一种无机化合物，化学式为Pr2(CO3)3。

## 制备
碳酸镨可以由三氯乙酸镨在70℃左右水解得到：
2 Pr(C2Cl3O2)3 + 3 H2O → Pr2(CO3)3 + 6 CHCl3 + 3 CO2
用二氧化碳饱和的NaHCO3与氯化镨溶液反应，也可以得到碳酸镨。

## 化学性质
碳酸镨可溶于酸，放出二氧化碳：
Pr2(CO3)3 + 6 H+ → 2 Pr3+ + 3 H2O + 3 CO2↑